# 旅級戰鬥隊

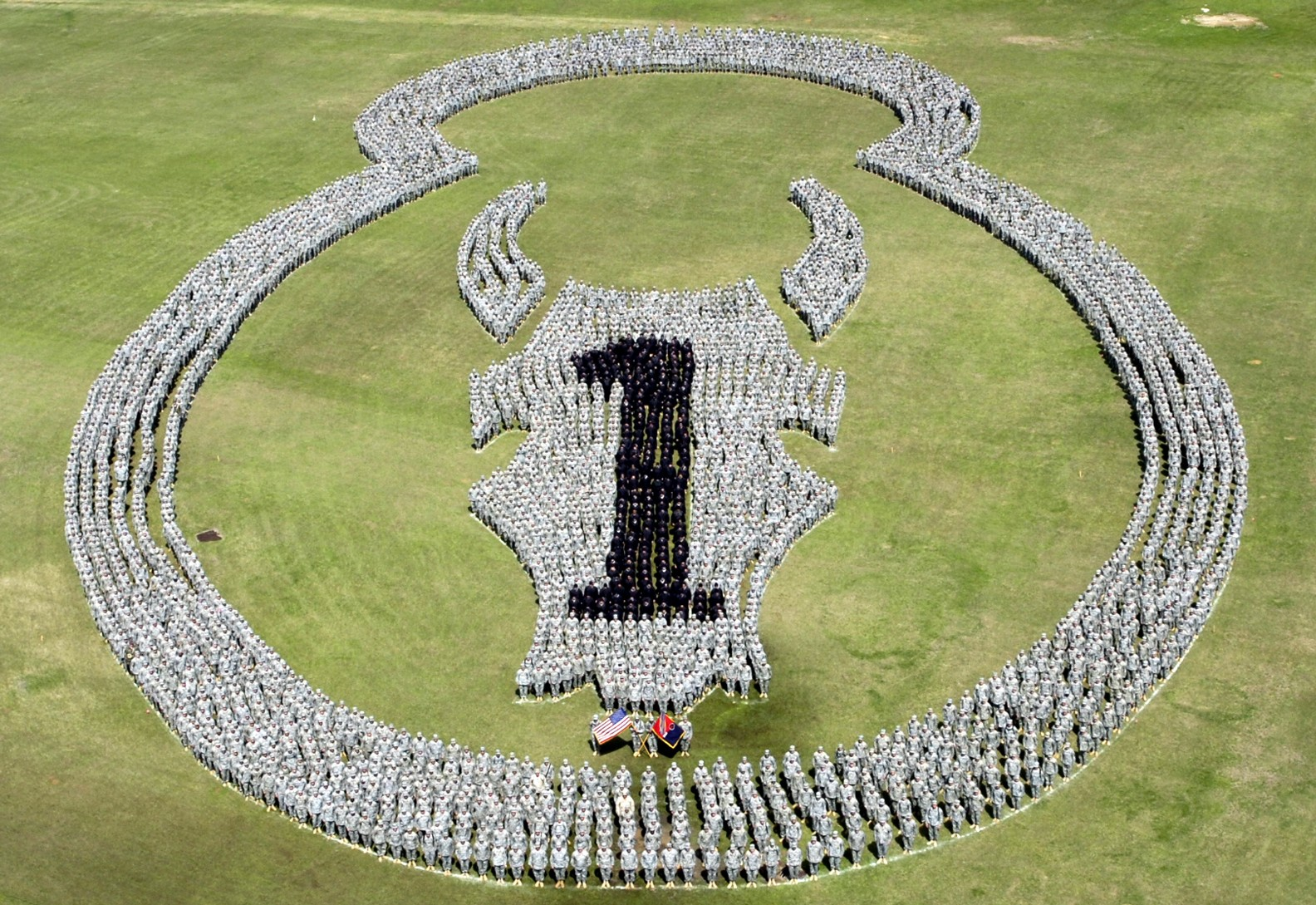
第34步兵師第1旅級戰鬥隊超過4000名成員在一場告別儀式中排出該隊的徽章。

旅級戰鬥隊（英語：Brigade combat team, BCT）是美國陸軍的一種基礎部署單位。一支旅級戰鬥隊通常包含多個兵種，單位大小多與旅相同，而且配有支援與火力單位；指揮官多為上校，但在某些罕見的情況下也會由准將指揮。旅級戰鬥隊的編制主要以使其能夠脫離原單位獨立作戰的必須單位為主。此外，旅級戰鬥隊的砲兵支援多來自原單位的師部砲兵部隊。
現今的美國陸軍即是以旅級戰鬥隊為基礎架構編成的。在這樣的編制下，先前由於缺乏內部支援而未編有獨立旅團的師皆已被重建。如第1裝甲師或第25步兵師等單位在經過重建後，皆已擁有部署一個至多個旅級戰鬥隊至世界上任何地方的能力。這些旅級戰鬥隊被設計為能夠獨立作戰，而其火力則類似於一支迷你師團。被派往獨立戰鬥隊的士兵通常會被派駐三年；這是為了增強部隊的應變能力並強化團隊向心力。

## 步兵旅級戰鬥隊

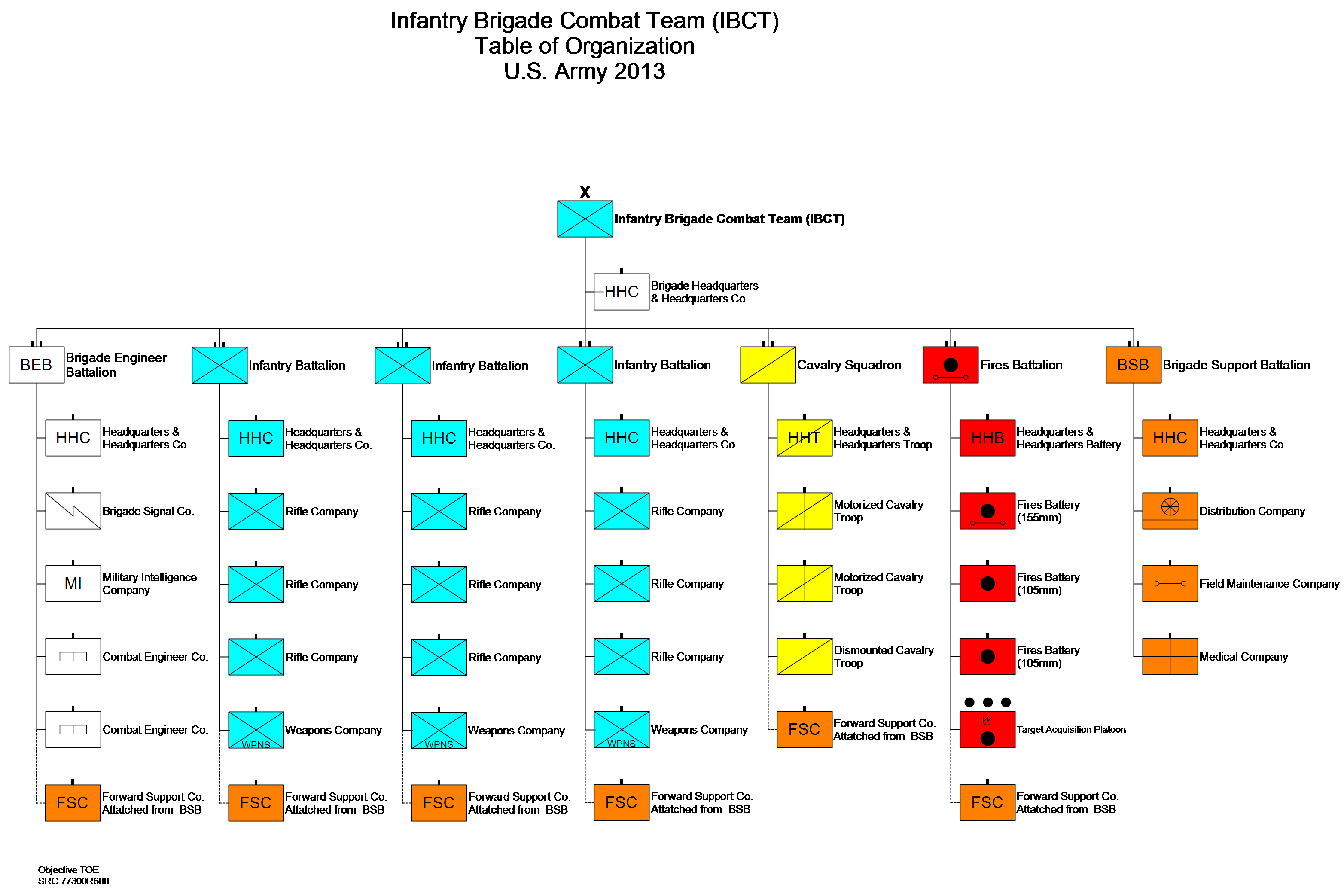
步兵旅級戰鬥隊的架構表。

截至2014年為止，美國陸軍步兵旅級戰鬥隊含有約4413名士兵，且多是以步兵旅為基礎改編而來的。不論何種類型的旅級戰鬥隊（輕裝步兵旅級戰鬥隊、空中突擊步兵旅級戰鬥隊或空降步兵旅級戰鬥隊）皆擁有相同的基礎架構。所有的步兵旅級戰鬥隊都能執行空中突擊任務，不論其是否以空中突擊做為主要作戰目標。此外，多數單位通常以悍馬作為快速移動的交通工具，並至少以「機械化步兵」的功能，參與摩托戰鬥。
步兵旅級戰鬥隊包含旅部和旅部连以及七個營：三個步兵營、一個騎兵（侦察）营、一個野戰砲兵營、一個工兵營以及一個支援營。

### 步兵營（×3）
- 營部及營部連
- 步兵連（×3）
- 武器連

### 骑兵（侦察）营
- 营部及营部连
- 侦察连（×2）
- 徒步偵察连

### 野戰砲兵營
- 營部及營部砲兵連
  - 目標偵搜排
- M119 105毫米拖曳式榴彈砲兵連（×2）

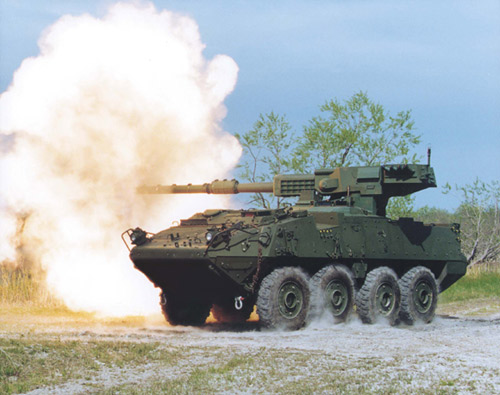
機動火力系統

- M777A2 155毫米拖曳式榴彈砲兵連（×1）

### 旅工兵營
- 營部及營部連
- 戰鬥工兵連（×2）
- 信號網路支援連
- 軍事情資連

### 旅支援營
- 營部及營部連
- 物資發配連
- 野戰維護連
- 醫務連
  - 連部排
  - 治療排
  - 醫療後送排
- 前線支援連（偵察）
- 前線支援連（工程）
- 前線支援連（步兵，×3）
- 前線支援連（野戰砲兵）

## 史崔克旅級戰鬥隊

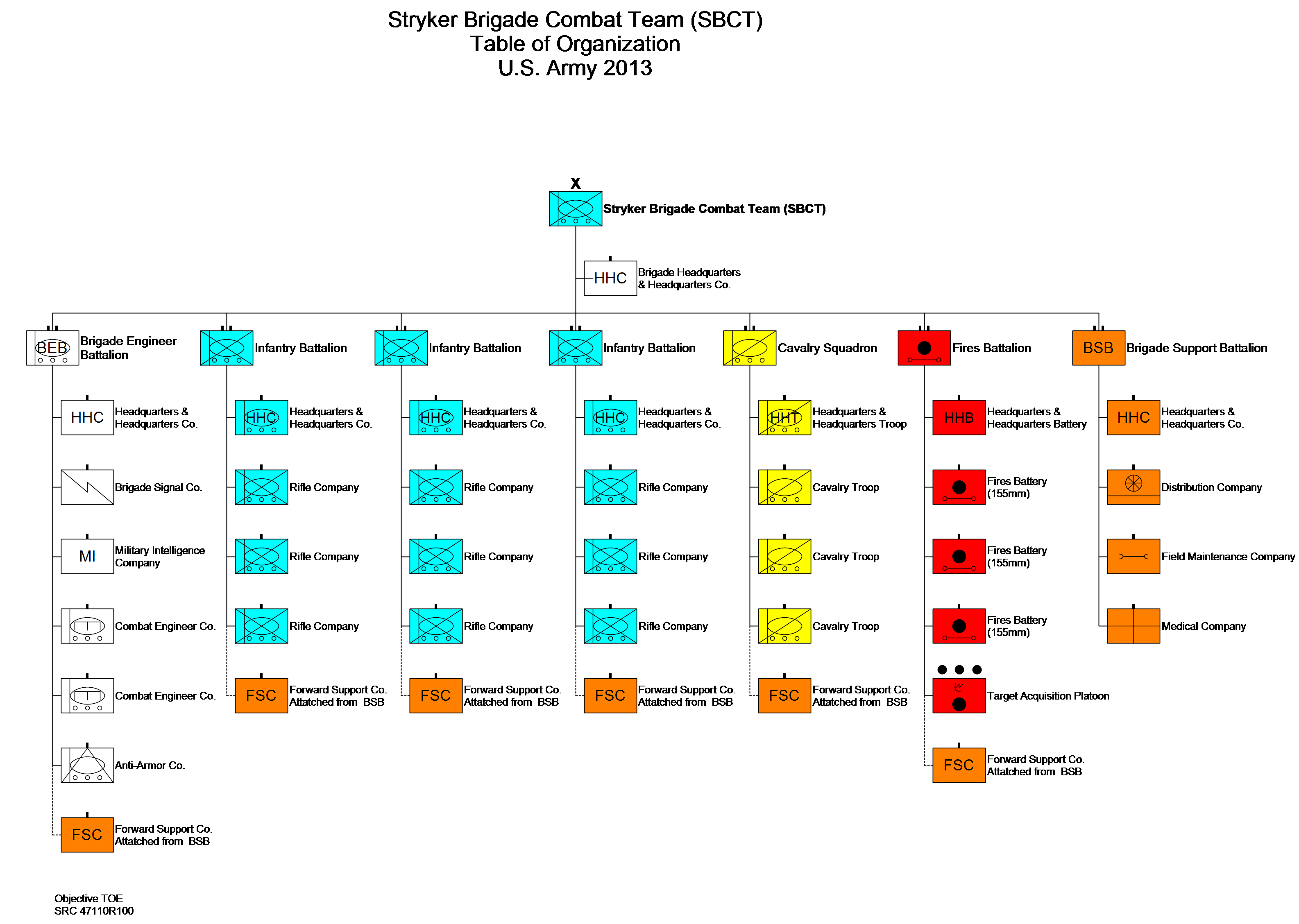
史崔克旅級戰鬥隊的架構表。

史崔克旅級戰鬥隊是以史崔克八輪裝甲車為基礎編成的機械化步兵特戰部隊。並有快速反應能力，一支完整的史崔克旅級戰鬥隊將能夠經由C-130運輸機在96個小時內到達世界上任何一個地方，而一支師級部隊則需要最少120個小時來準備戰鬥。史崔克戰鬥隊是一支聯合兵種單位，主要以輕型裝甲車作為機動武力，而且其編制架構與步兵或裝甲旅級戰鬥隊皆有不同。史崔克旅被用於落實網路中心戰戰略，並填補高度機動化的輕裝步兵部隊與重型裝甲步兵部隊間的速度空缺。史崔克戰鬥隊也會接受核生化防護訓練。
每個史崔克旅級戰鬥隊皆包含一個旅部及旅部連，三個步兵營、一個骑兵（偵察）营、一個火力營（砲兵營）、一個旅工兵營以及一個旅支援營。一個史崔克旅擁有超過300輛史崔克裝甲車及4500名士兵。

### 步兵營（×3）
- 營部及營部連
- 史崔克步兵連（×3）

### 骑兵（偵察）营
- 营部及营部连
- 史崔克機動偵察连（×3）

### 野戰砲兵營
- 營部及營部砲兵連
  - 目標偵搜排
- M777A2 155毫米拖曳式榴彈砲兵連（x 3）

### 旅工兵營
- 營部及營部連
- 戰鬥工兵連
- 工兵支援連
- 通信連
- 軍事情資連
- 史崔克反戰車連

### 旅支援營
- 營部及營部連
- 物資發配連
- 野戰維護連
- 醫務連
- 前線支援連（偵察）
- 前線支援連（工程）
- 前線支援連（步兵，×3）
- 前線支援連（野戰砲兵）

### 史崔克裝甲車
- M1126裝甲運兵車
- M1127偵察車
- M1128機動砲車
- M1129迫擊砲車
- M1130指揮車
- M1131砲兵觀測車
- M1132工兵車
- M1133野戰急救車
- M1134反戰車飛彈車
- M1135核生化偵測車

## 裝甲旅級戰鬥隊

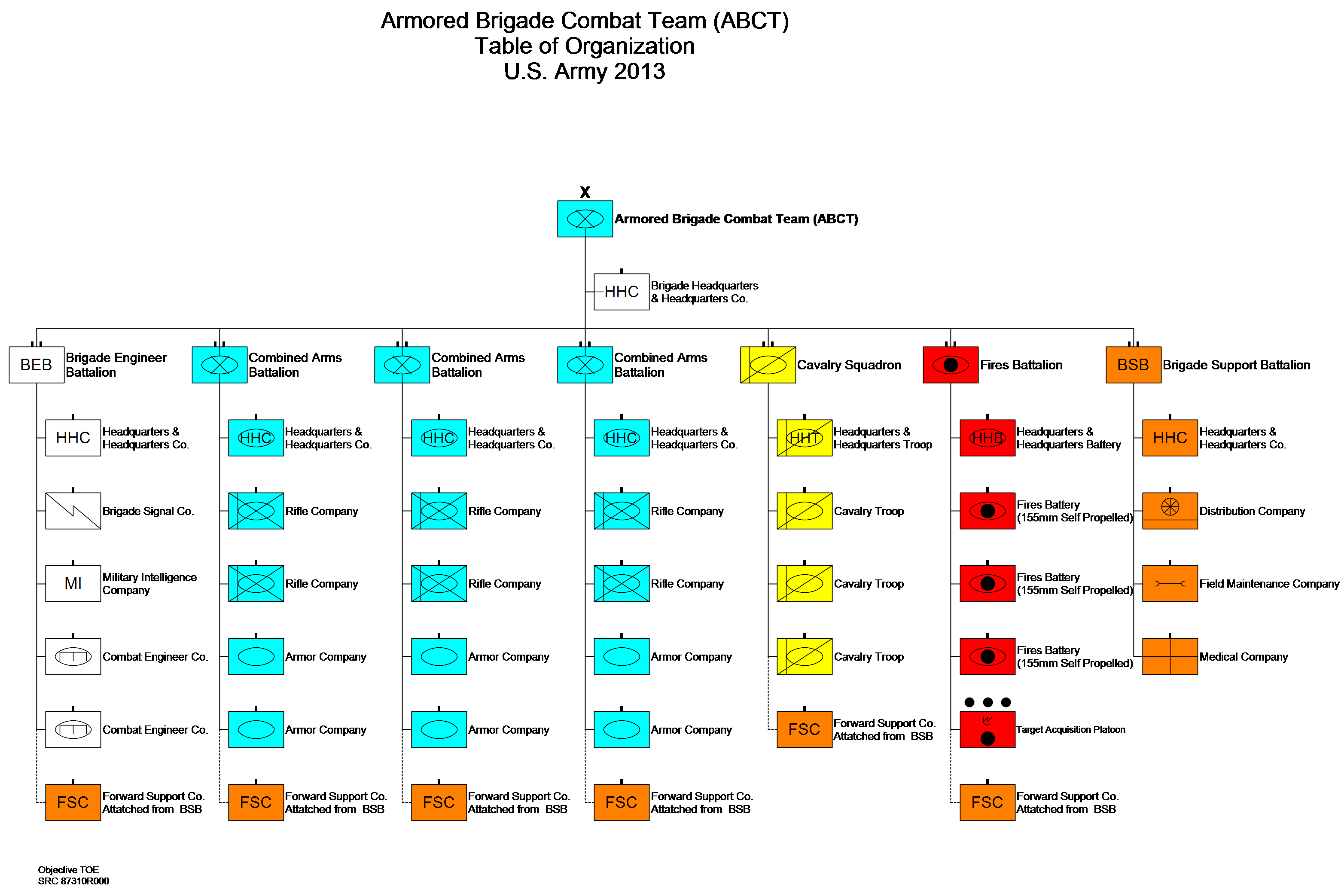
裝甲旅級戰鬥隊的架構表。

裝甲旅級戰鬥隊是美國陸軍主要的重拳武力，主要以配有M1艾布蘭主戰坦克及M2布雷德雷步兵戰車等主戰裝備的營級部隊為基礎單位。
一支裝甲旅級戰鬥隊含有旅部和旅部连以及七個營：三個聯合兵種營、一個騎兵（偵察）中队、一個砲兵營、一個工兵營以及一個支援營。截至2014年為止，裝甲旅級戰鬥隊是所有旅級戰鬥隊中編制規模最大者，平均員額為4743名士兵。裝甲旅級戰鬥隊的名稱原為重型旅級戰鬥隊，直至2012年才改為現名。
一支裝甲旅級戰鬥隊編有90輛艾布蘭主戰坦克、90輛布雷德雷步兵戰車以及112輛M113裝甲運兵車。這些武器系統的平均戰鬥費用為每英哩66735美元。艾布蘭主戰坦克的巡航距離限制了部隊的作戰範圍至約330公里（205英哩），而且每12個小時即須加油一次。裝甲旅級戰鬥隊能夠自行攜帶738,100公升（195,000加侖）的燃料；這些燃料主要裝載於15輛5000加侖容量的M969A1油罐車或48輛2500加侖容量的M978油罐車內。
2016年以后，美军的装甲旅级战斗队不再采用原来的三个联合兵种营（2个坦克连＋2个机械化步兵连）的编制，而改为新的“三三制”编制, 包括两个装甲营（2个坦克连＋1个机械化步兵连）和一个机械化步兵营（1个坦克连＋2个机械化步兵连）。这样每个旅级战斗队减少了2个机械化步兵连，而减掉的1个坦克连则编入骑兵（侦察）营。

### 装甲營（×2）
- 營部及營部連
- 坦克连（×2）
- 機械化步兵連（×1）

### 机械化步兵營（×1)
- 營部及營部連
- 坦克连（×1)
- 機械化步兵連（×2)

### 騎兵（侦察）营
- 营部及营部连
- 偵察连（×3）
- 坦克连

### 野戰砲兵營
- 營部及營部砲兵連
  - 目標偵搜排
- M109 155毫米自行榴彈砲兵連（x3）

### 旅工兵營
- 營部及營部連
- 軍事情資連
- 信號網路支援連
- 戰鬥工兵連（×2）

### 旅支援營
- 營部及營部連
- 物資發配連
- 野戰維護連
- 醫務連
  - 連部排
  - 治療排
  - 醫療後送排
- 前線支援連（騎兵）
- 前線支援連（聯合兵種，×3）
- 前線支援連（野戰砲兵）
- 前線支援連（戰鬥工兵）

## 現代化
美國陸軍計划於2010年實施旅級戰鬥隊現代化計划。該計划借用了部分於2009年上半年遭取消的未來戰鬥系統計畫的元素。
旅級戰鬥隊現代化計划分為兩大部分：
- 早期步兵旅級戰鬥隊戰鬥能力套件（Early Infantry Brigade Combat Team Capability Package, Early IBCT Package）：將步兵旅級戰鬥隊現代化，並提升戰場生存及作戰能力
- 續增戰鬥能力套件（Follow-on Incremental Capability package）：將所有旅級戰鬥隊現代化

### 縮編
以下的數字顯示美國陸軍旅級戰鬥隊计划在2013年的重整及縮編工程後，陸軍內的旅級戰鬥隊數量（括號內為縮編後的數量）。
旅級戰鬥隊：45（32）
- 裝甲旅級戰鬥隊：17（10）
- 史崔克旅級戰鬥隊：8（8）
- 步兵旅級戰鬥隊：10（6）
- 空降步兵旅級戰鬥隊：6（5）
- 空中突擊步兵旅級戰鬥隊：4（3）

2015年7月間，美國陸軍宣布將继续裁減旅級戰鬥隊规模，以將整體兵力縮減至45萬人。除了持續的縮編之外，陸軍亦計划將一個史崔克旅級戰鬥隊改為步兵旅級戰鬥隊，而其原有的史崔克裝甲車則會被用於將陸軍國民警衛隊裝甲旅級戰鬥隊改制為國民警衛隊史崔克旅級戰鬥隊。在經過裁減後，目前余下的31個現役旅級戰鬥隊將包含：
- 10個裝甲旅級戰鬥隊（包括第1装甲师的2个旅，第1骑兵师的3个旅，第1步兵师的2个旅，第3步兵师的2个旅以及第4步兵师的1个旅）
- 7個史崔克旅級戰鬥隊（包括第1装甲师的1个旅，第4步兵师的1个旅，第2/7步兵师的2个旅，第25步兵师的1个旅以及第2骑兵团、第3骑兵团2个规模为旅级的单位）
- 6個步兵旅級戰鬥隊（包括第4步兵师的1个旅，第10山地步兵师的2个旅，第25步兵师的2个旅以及现属国民警卫队第36步兵师的1个现役旅）
- 5個空降步兵旅級戰鬥隊（包括第25步兵师的1个旅，第82空降师的3个旅以及第173空降旅）
- 3個空中突擊步兵旅級戰鬥隊（第101空降师的3个旅）

2018年9月間，美國陸軍又宣布将把第1装甲师的第1史崔克旅級戰鬥隊改编为1个装甲旅级战斗队，并将第4步兵师的第2步兵旅级战斗队改编为1个史崔克旅級戰鬥隊。预计改编工作将分别从2019年春季和2020年春季开始。此后，31個現役旅級戰鬥隊將包含：
- 11個裝甲旅級戰鬥隊（包括第1装甲师的3个旅，第1骑兵师的3个旅，第1步兵师的2个旅，第3步兵师的2个旅以及第4步兵师的1个旅）
- 7個史崔克旅級戰鬥隊（包括第4步兵师的2个旅，第2/7步兵师的2个旅，第25步兵师的1个旅以及第2骑兵团、第3骑兵团2个规模为旅级的单位）
- 5個步兵旅級戰鬥隊（包括第10山地步兵师的2个旅，第25步兵师的2个旅以及现属国民警卫队第36步兵师的1个现役旅）
- 5個空降步兵旅級戰鬥隊（包括第25步兵师的1个旅，第82空降师的3个旅以及第173空降旅）
- 3個空中突擊步兵旅級戰鬥隊（第101空降师的3个旅）